# 바삼 알라위
바삼 히샴 알리 알라위(아랍어: بسام هشام الراوي, Bassam Hisham Ali Al-Rawi, 1997년 12월 16일 ~ )는 이라크에서 태어난 카타르의 축구 선수로, 현재 카타르 스타스 리그의 알라이얀과 카타르 축구 국가대표팀에서 수비수로 뛰고 있다.